# 尼傲乡
尼傲乡，是中华人民共和国甘肃省甘南藏族自治州迭部县下辖的一个乡镇级行政单位。

## 行政区划
尼傲乡下辖以下地区：
尼傲村、巴藏村和尖尼村。